# 林鳳營牧場
林鳳營牧場，位於台灣台南市六甲區，主要以生產瓶裝林鳳營鮮乳聞名，並行銷全台。

## 歷史沿革
1972年，味全在台南縣六甲鄉林鳳營設立林鳳營牧場。

## 集體圈牧
林鳳營牧場除了有牛舍圈養乳牛之外，另有提供遊客拜訪、停泊、休憩。

## 乳源分佈
除了台南六甲當地有養牛之外，另外也從雲林縣崙背鄉廖金聲父子購買乳源。

## 外部連結
- 林鳳營官方網站 （页面存档备份，存于）
- 林鳳營牧場的Facebook專頁
- YouTube上的林鳳營牧場頻道